# Abassi
Abassi è il dio del cielo creatore della prima coppia di uomini, della popolazione nigeriana Efik. Abassi è il marito di Atai. 
La mitologia Efik riguardo a questo dio, ricorda in parte la mitologia cristiana e in parte quella classica riguardante la fiaccola di Prometeo. Creata la prima coppia e posta in libertà sulla terra, il dio le proibisce di procurarsi il cibo e di riprodursi, per paura che l'umanità potesse poi così facendo, superare in capacità il loro stesso dio.
Le imposizioni vengono tradite, ed il dio infuriato si vendica sull'umanità uccidendo la coppia originale e portando la discordia tra i suoi figli.
Un'altra versione, sostiene che discordia e morte furono donate da Atai per ovviare alla sovrappopolazione dovuta appunto alla scoperta del sesso da parte dell'umanità.